# Rafael Paiva
Cledson Rafael de Paiva (Cambuí, 26 de agosto de 1984) é um treinador de futebol brasileiro. Atualmente está no Club de Fútbol América. Fazendo parte da comissão técnica de André Jardine.

## Carreira

### Categorias de base

#### Início
Rafael Paiva, natural de Cambuí, Minas Gerais, começou sua trajetória no futebol como preparador físico no Guarani, onde aprimorou suas habilidades técnicas e táticas. Em 2013, assumiu seu primeiro cargo como técnico, liderando a equipe Sub-15 do Mogi Mirim.
Sua competência logo o levou a outras oportunidades, e ele teve passagens significativas pelo Desportivo Brasil e São Paulo. Em março de 2018, foi nomeado responsável pela equipe Sub-17 do Tricolor Paulista, consolidando-se como um treinador promissor nas categorias de base.

#### Vasco da Gama
Paiva teve uma breve experiência internacional na China antes de retornar ao Brasil, onde, em novembro de 2021, assumiu o comando do Sub-17 do Vasco da Gama. Em seu período no Gigante da Colina, conquistou o Campeonato Carioca e a Recopa Carioca Sub-17, demonstrando sua habilidade em desenvolver jovens talentos e obter resultados expressivos.

#### Palmeiras
No Palmeiras, Rafael Paiva teve um período de grande sucesso entre 2022 e 2023. Com o time sub-17 no qual foi promovido, ele conquistou títulos importantes, incluindo o Campeonato Paulista, duas Copas do Brasil e dois Campeonatos Brasileiros.
Seu estilo de jogo, focado na posse de bola e na liberdade de movimentação dos jogadores, se mostrou eficaz e bem-sucedido. Ele adaptava suas formações táticas de acordo com o elenco e os adversários, proporcionando aos jogadores a flexibilidade necessária para explorar suas habilidades ao máximo.
Em sua vitoriosa passagem na equipe paulista, Rafael Paiva conseguiu comandar duas jovens promessas do futebol brasileiro, Endrick e Estêvão, quando estes ainda atuavam pela equipe Sub-17. Futuramente, o treinador Abel Ferreira os colocaria entre os profissionais e ambos foram vendidos, respectivamente, para o Real Madrid e Chelsea. A venda dos dois jogadores superaram o valor de 100 milhões de euros e tornaram-se, em ordem, a segunda e a maior venda da história do Verdão.
| “                                                                  | Sempre tive a sorte de trabalhar no futebol de base que conseguiram muito sucesso. Além do Endrick, Estevão, Luis Guilherme e Vitor Reis no Palmeiras, tive a oportunidade de trabalhar com o Beraldo no São Paulo, que foi pro PSG. Vários outros... Militão... Pablo Maia, Marquinhos, que está no Fluminense. Tive o privilégio de trabalhar com jogadores que conseguiram iniciar a carreira muito bem. Só esse fator já facilita para colocar esses jogadores. | ” |
| — Paiva, em 2024, sobre os atletas que ele havia treinado na Base. | |   |

### Retorno ao Vasco

#### Sub-20
Em janeiro de 2024, Rafael Paiva voltou ao Vasco como técnico do Sub-20, onde continuou a impressionar com uma série de vitórias.
| “                                        | Fiz o convite em janeiro para que ele (Rafael Paiva) voltasse a trabalhar conosco, ele confiou e aceitou o nosso projeto. Ele é uma referência de treinador na formação de atletas porque é uma pessoa de caráter ímpar e extremamente trabalhador. Muito atento aos detalhes, humilde, gosta do trabalho em equipe e tem como uma das suas maiores motivações contribuir com o desenvolvimento de atletas e pessoas. | ” |
| — Rodrigo Dias, gerente da base do Vasco | |   |

#### Futebol Profissional
Seu desempenho chamou a atenção, e em abril de 2024, após a saída de Ramón Díaz, Paiva foi nomeado técnico interino do time principal do Vasco. Durante seu comando, o treinador liderou a equipe em quatro partidas, incluindo a classificação para as oitavas de final da Copa do Brasil diante do Fortaleza. Sua capacidade de adaptar rapidamente a equipe e seu estilo de jogo propositivo foram cruciais nesse período de transição.
Após a nomeação de Álvaro Pacheco em 21 de maio, Paiva retornou ao seu papel no Sub-20, mas foi novamente chamado para assumir o time principal em 20 de junho, após a demissão do português.
Em sua reestreia, o Vasco aplicou uma goleada por 4–1 diante do São Paulo, com uma grande exibição dos jogadores da base. Nas rodadas seguintes, o clube chegou a perder um jogo para o Bahia e empatou o clássico com o Botafogo, e logo após esses dois jogos, o clube engatou quatro vitórias consecutivas na competição vencendo Fortaleza, Internacional, Corinthians e Atlético Goianiense. Em seu comando, o Vasco quebrou um longo jejum de 14 anos sem vencer o Corinthians. A sequência de vitórias foi encerrada no jogo contra o Atlético Mineiro, partida que marcou o retorno de Philippe Coutinho, na qual a equipe perdeu pelo placar de 2–0, na Arena MRV.
Após o revés, o clube continuou a sua boa campanha no Brasileirão, e na Copa do Brasil levou o clube às semifinais contra o Atlético Mineiro, antes havia eliminado o Athletico Paranaense. Após a eliminação na semifinal, a demissão do treinador entrou em pauta, porém o presidente Pedrinho optou por mantê-lo até o fim do Campeonato Brasileiro. Assim que foi eliminado da Competição, o Gigante da Colina fizera seis jogos, vencendo os dois primeiros contra o Cuiabá e o Bahia, mas amargou uma sequência de quatro derrotas consecutivas, tendo levado três gols no mesmo jogo contra o Botafogo, Fortaleza e Corinthians.

Antes de enfrentar o clube paulista, Paiva havia sido derrotado pelo Internacional pelo placar de 1 a 0. No pós jogo, Rafael criticou a atitude da torcida vascaína presente em São Januário, pois eles protestaram contra o comandante da equipe, bem como vaiaram determinados jogadores:
| “                                                                 | Não vejo torcida vaiar mais jogador do que a torcida do Vasco. Já falei aqui o exemplo do Pec e do Orellano, que eram jogadores vaiados aqui, e um foi o melhor e o outro o terceiro melhor da liga americana. Acho que aqui a gente sofre muito, todo mundo, torcida, estafe, jogadores, por essa ânsia que a gente tem de ver o Vasco onde o Vasco merece estar, que é disputar títulos. A gente tem sofrido muito com isso e acho que o reflexo da torcida é vaiar alguns jogadores, ânsia de ter jogadores que resolvam o problema. Acho que a gente tem que acreditar no processo de que o Vasco tem que ser passo a passo. [...] Acho que acaba estourando em alguns jogadores, eu acho injusto. O Léo tem muita qualidade, ele não está à toa aqui. Vejo a mesma coisa o Galdames, é um jogador de nível de Seleção Chilena. Assim como o Puma foi muito vaiado em algum momento, assim como o Rayan já foi vaiado. Eu não estou defendendo jogadores a qualquer custo, mas eu acho injusto porque são profissionais que se dedicam muito e vão ter mercado quando sair daqui. Então a gente precisa de mais apoio da torcida porque faz muita diferença. O Léo para não ser vaiado tem que fazer uma partida quase perfeita, a gente tem jogadores que às vezes, na minha opinião, erram mais que o Léo e a bomba sempre vai pro Léo, vai pro Galdames | ” |
| — Paiva sobre as críticas da torcida para determinados jogadores. | |   |

Depois da repercussão negativa do seu comentário, Paiva teve de pedir desculpas pelo ocorrido Em 24 de novembro de 2024, dois dias após a derrota contra o Colorado, Paiva foi derrotado pelo Corinthians por 3 a 1, e o treinador foi demitido na sequência
Ao todo, considerando o tempo em que comandou a equipe logo depois de Ramón Díaz, Paiva fez 35 partidas, sendo 13 vitórias, 10 empates e 12 derrotas.

## Seleção Brasileira

#### Sub-17
Além de seu trabalho nos clubes, Paiva também teve uma passagem pela seleção brasileira de base. Ele atuou como auxiliar técnico do Brasil (comandado por Phelipe Leal) na Copa do Mundo Sub-17 realizada na Indonésia, em novembro de 2023. Essa experiência internacional acrescentou uma dimensão valiosa ao seu currículo, destacando sua capacidade de trabalhar em diferentes contextos e com diversos grupos de jogadores.
Dentre os convocados por Leal para Copa do Mundo, destacam-se a presença de Estêvão, este que já era um conhecido de Paiva, pois o mais jovem foi seu atleta na equipe Sub-17 do Palmeiras um ano antes. Além dele, Rafael viria a ter seu primeiro contato com Rayan, um atacante que viria a ser treinado por ele no Vasco da Gama um ano depois.

## Estilo de jogo
Conhecido por seu bom trato com comissão técnica, jogadores e funcionários, Rafael Paiva é reconhecido por criar um ambiente de trabalho positivo e colaborativo. Uma pessoa do Palmeiras destacou sua habilidade em dar liberdade de movimentação aos jogadores, permitindo-lhes explorar sua criatividade dentro de uma estrutura tática bem definida. Essa abordagem flexível e adaptativa tem sido uma marca registrada de seu trabalho, tanto nas categorias de base quanto no futebol profissional.

## Títulos

### Categorias de base
São Paulo
- Campeonato Paulista Sub-17: 2019

Vasco da Gama
- Campeonato Carioca Sub-17: 2021
- Recopa Carioca Sub-17: 2021

Palmeiras
- Campeonato Brasileiro Sub-17: 2022 e 2023
- Campeonato Paulista Sub-17: 2022
- Copa do Brasil Sub-17: 2022 e 2023